# Berit Aunli
Pour les articles homonymes, voir Aunli.
Berit Kristine Aunli (née Kvello), née le 9 juin 1956 à Stjørdal, est une fondeuse norvégienne, mariée à Ove Aunli. Elle est la première fondeuse championne du monde, remportant deux titres individuels à Oslo en 1982. Elle est aussi triple médaillée olympique et première gagnante de la Coupe du monde en 1982.

## Biographie
Elle est la fille de Kristen Kvello, qui a été fondeur et entraîneur.
Elle est membre du club Strindheim IL à Trondheim.
Médaillée de bronze en relais aux Championnats d'Europe junior 1975, elle obtient sa première sélection dans un rendez-vous majeur à l'occasion des Jeux olympiques d'Innsbruck en 1976, où elle 17e et 18e, ainsi que cinquième en relais.
Son premier titre national intervient en 1977 et elle en remportera au total onze. En 1978, elle prend part aux Championnats du monde à Lahti, où elle obtient les meilleurs résultats de toutes les fondeuses norvégiennes avec une septième place et deux sixièmes places.
En 1979, elle se marie avec le fondeur Ove Aunli et porte désormais le nom de Berit Aunli.
Au delà du top dix dans les épreuves individuelles aux Jeux olympiques de Lake Placid 1980, elle prend la médaille de bronze en relais, sa première dans les grands championnats.
Berit Aunli réalise les meilleures performances de sa carrière en 1982, notamment aux Championnats du monde à Oslo, en Norvège, où elle signe ses premières victoires sur le cinq et dix kilomètres, remporte le titre sur le relais et une quatrième médaille, en argent, sur le vingt kilomètres, où seule Raisa Smetanina la devance (avec une marhe de 3,4 secondes). Elle entre dans l'histoire en devenant la première fondeuse norvégienne championne du monde (ou même olympique). Ces courses comptant pour la première édition de la Coupe du monde officielle, elle remporte le classement général de la compétition, grâce notamment avec trois deuxièmes places sur les courses après le mondial.
En 1983, elle donne naissance à son premier enfant et ne concourt donc pas. Elle fait son retour à temps pour les Jeux olympiques de Sarajevo en 1984, où elle complète sa collection de médaille avec l'argent sur le cinq kilomètres derrière Marja-Liisa Hämälainen et l'or avec le relais avec Inger Helene Nybråten, Anne Jahren et Brit Pettersen. Elle gagne une course de Coupe du monde également sur le site de Lahti, au cinq kilomètres.
En 1984-1985, elle reste parmi les meilleures mondiales, gagnant le dix kilomètres à Davos et finissant deux fois quatrième aux Championnats du monde à Seefeld, où elle est médaillée d'argent en relais.
Elle court sa dernière saison dans l'élite en 1985-1986 (à part une course en fin d'année 1986), où son meilleur résultat est quatrième à Oberstdorf.

## Palmarès

### Jeux olympiques
| Édition / Épreuve | 5 km   | 20 km | Relais 4 × 5 km |
| ----------------- | ------ | ----- | --------------- |
| Innsbruck 1976    | 17e    | 18e   | 5e              |
| Lake Placid 1980  | 14e    | 13e   | Bronze          |
| Sarajevo 1984     | Argent | 4e    | Or              |

### Championnats du monde
| Édition / Épreuve | 5 km                             | 10 km                            | 20 km  | Relais 4 × 5 km                  |
| ----------------- | -------------------------------- | -------------------------------- | ------ | -------------------------------- |
| Lahti 1978        | 7e                               | 6e                               | 6e     | 5e                               |
| Falun 1980        | Épreuve inexistante à cette date | Épreuve inexistante à cette date | 7e     | Épreuve inexistante à cette date |
| Oslo 1982         | Or                               | Or                               | Argent | Or                               |
| Seefeld 1985      | 4e                               | 6e                               | 4e     | Argent                           |

### Coupe du monde
- Vainqueur du classement général en 1982.
- 10 podiums individuels : 4 victoires et 6 deuxièmes places.
- 6 podiums en relais, dont 4 victoires.

Palmarès incluant les podiums obtenus aux Championnats du monde et Jeux olympiques à partir de 1982 jusqu'en 1999

#### Victoires individuelles en Coupe du monde
| Date | Lieu             | Pays            | Discipline |
| ---- | ---------------- | --------------- | ---------- |
| 1    | 19 février 1982  | Oslo (Mondiaux) | 10 km      |
| 2    | 21 janvier 1985  | Oslo (Mondiaux) | 5 km       |
| 3    | 3 mars 1984      | Lahti           | 5 km       |
| 4    | 18 décembre 1984 | Davos           | 10 km      |

#### Classements par saison
| Saison | Classement général |
| ------ | ------------------ |
| 1982   | 1re                |
| 1984   | 7e                 |
| 1985   | 4e                 |
| 1986   | 15e                |
| 1987   | 41e                |

## Distinctions
- Elle est choisie sportive norvégienne de l'année en 1982.
- En 1982, elle reçoit aussi la Médaille d'or de l'Aftenposten et la Statuette Olaf (no).
- En 1983, elle remporte la Médaille Holmenkollen, la récompense la plus importante du ski nordique.